# Josep March
Josep March va ser un litògraf català, nascut el segle xviii i mort al XIX.
Alumne de l'Escola de Dibuix de la Junta de Comerç, la Llotja (1802-06), hi esdevingué especialista en pintura de flors. Tanmateix ha passat a la història per ser el primer que assajà la tècnica litogràfica a Catalunya. En un article que la revista "Memorias de Agricultura y Artes", que la mateixa Junta de Comerç publicava a Barcelona, dedicà al nou art de la litografia l'any 1815, s'explicava l'assaig que March ja havia fet d'aquesta tècnica, quan reproduí per mitjà d'ella l'escut de l'esmentada Junta, després d'haver-se procurat pedra no del tot idònia de Montjuic i d'altres muntanyes properes a Barcelona, i haver elaborat amb èxit tinta i llapis litogràfics.
Les proves que va fer aleshores no varen tenir continuïtat, però ell mateix el 1819, esperonat pel viatge d'estudis que José Maria Cardano havia fet a París i a Múnic, subvencionat pel govern espanyol per a practicar la nova tècnica, insistí davant la Junta de Comerç sobre la importància d'aquesta tècnica i el matiner interès que la Junta mateixa havia tingut en donar-la a conèixer a l'esmentat article de les "Memorias...".
En aquest cas la Junta de Comerç, que normalment jugà una tasca tan positiva en el desenvolupament tècnic i cultural del país, no tingué la clarividència de tirar endavant el projecte de March, que en el futur tindria una només discreta carrera de litògraf, quan aquesta tècnica ja s'havia implantat al nostre país de la mà d'altres litògrafs.
Amb tot, ell és l'autor de la primera estampa litogràfica coneguda realitzada a Catalunya i a tot l'estat espanyol, estampa que es conserva a la Unitat Gràfica de la Biblioteca de Catalunya.
La presència d'aquesta peça sol eclipsar-ne una altra, també a la Biblioteca de Catalunya, una litografia igualment molt primerenca: el plànol d'un artefacte mecànic, traçat per Cristòfol Montiu, clergue de Cervera, que el 1818 utilitzà pedra del voltants de la seva vila per a il·lustrar una memòria tècnica.
Aquestes dues peces formen part de la col·lecció d'incunables litogràfics existents a la Biblioteca. Solen anomenar-se així les estampes litogràfiques anteriors a 1825, i la biblioteca en té vint-i-nou, moltes de les quals són conjunts integrats per diverses estampes diferents, el que dona un total d'una vuitantena d'estampes d'aquest tipus.

## Obra
- March, Josep, A la Real Junta de Comercio de Cataluña. [Barcelona : s.n., 1815]. -- 1 estampa, litografia; 22 x 16 cm. TOP: XIV.5 BC R.E. 27022